# Scazzone (araldica)
In araldica lo scazzone (detto anche botta) compare raramente e, per lo più, nell'araldica francese e in quella inglese. Nell'araldica francese, dove è chiamato chabot, compare come arma parlante.

D'oro, a tre scazzoni di rosso (famiglia Chabot)
Inquartato di Rohan e di Chabot (famiglia Rohan-Chabot)

## Posizione araldica ordinaria
Lo scazzone compare abitualmente posto in palo, con la testa verso il capo.